# Börsskäret, Korsnäs
Börsskäret är en ö i Finland. Den ligger i Norra kvarken och i kommunen Korsnäs i landskapet Österbotten, i den västra delen av landet. Ön ligger omkring 27 kilometer sydväst om Vasa och omkring 360 kilometer nordväst om Helsingfors.
Öns area är 1,29 kvadratkilometer och dess största längd är 1,9 kilometer i nord-sydlig riktning.